# 卡達真尼斯體育會
卡達真尼斯體育會（西班牙語：Club Sport Cartaginés Deportiva S.A.）是哥斯達黎加的一家足球會，成立於1906年，位處於卡塔哥。球隊曾三次贏得哥斯達黎加足球甲級聯賽冠軍。

## 榮譽

### 本土
- 哥斯達黎加足球甲級聯賽: 3

1923, 1936, 1940
- 哥斯達黎加盃: 1

2014

### 國際
- 中北美洲及加勒比海聯賽冠軍盃

冠軍 (1): 1994
- Interamerican Cup

亞軍 (1): 1994
- Copa Interclubes UNCAF

亞軍 (1): 1978

## 外部連結
- 官方網站